# Guizengeard
Guizengeard település Franciaországban, Charente megyében. Lakosainak száma 165 fő (2022. január 1.). Guizengeard Boisbreteau, Brossac, Chillac, Oriolles, Passirac, Saint-Vallier, Boresse-et-Martron, Chevanceaux és Neuvicq községekkel határos.

## Népesség
A település népességének változása:
| Lakosok száma | 235  | 202  | 168  | 168  | 156  | 162  | 170  | 165  | 163  | 165  |
|               | 1968 | 1982 | 1990 | 2006 | 2013 | 2015 | 2017 | 2019 | 2020 | 2022 |